# 13è Festival Internacional de Cinema de Berlín
El 13è Festival Internacional de Cinema de Berlín va tenir lloc entre el 21 de juny i el 2 de juliol de 1963. L'Os d'Or fou atorgada a la pel·lícula italiana Il diavolo dirigida per Gian Luigi Polidoro i a la pel·lícula japonesa Bushidô zankoku monogatari dirigida per Tadashi Imai.

## Jurat
El jurat d'aquesta edició era format per:
- Wendy Toye (cap del jurat)
- Harry R. Sokal
- Fernando Ayala
- Jean-Pierre Melville
- B. R. Chopra
- Guglielmo Biraghi
- Masatora Sakurai
- Karl Malden
- Günther Engels

## Pel·lícules en competició
Les següents pel·lícules competiren per l'Os d'Or:
| Títol original                | Director(s)              | País                    |
| ----------------------------- | ------------------------ | ----------------------- |
| Älskarinnan                   | Vilgot Sjöman            | Suècia                  |
| Bushidô zankoku monogatari    | Tadashi Imai             | Japó                    |
| The Caretaker                 | Clive Donner             | Regne Unit              |
| El less wal kilab             | Kamal El Sheikh          | Egipte                  |
| Freud                         | John Huston              | Estats Units            |
| Garrincha - Alegria do Povo   | Joaquim Pedro de Andrade | Brasil                  |
| Il diavolo                    | Gian Luigi Polidoro      | Itàlia                  |
| L'Immortelle                  | Alain Robbe-Grillet      | Turquia, Itàlia, França |
| La rimpatriata                | Damiano Damiani          | Itàlia, França          |
| La terraza                    | Leopoldo Torre Nilsson   | Argentina               |
| Le soupirant                  | Pierre Étaix             | França                  |
| Leven en dood op het land     | Emile Degelin            | Bèlgica                 |
| Lilies of the Field           | Ralph Nelson             | Estats Units            |
| Los inocentes                 | Juan Antonio Bardem      | Argentina, Espanya      |
| Mensch und Bestie             | Edwin Zbonek             | RFA, Iugoslàvia         |
| Mikres Aphrodites             | Nikos Koundouros         | Grècia                  |
| Retalhos da Vida de Um Médico | Jorge Brum do Canto      | Portugal                |
| Sahib Bibi Aur Ghulam         | Abrar Alvi               | Índia                   |
| Un drôle de paroissien        | Jean-Pierre Mocky        | França                  |
| Verspätung in Marienborn      | Rolf Hädrich             | Itàlia, França, RFA     |
| Wähle das Leben               | Erwin Leiser             | Suïssa, Suècia, Àustria |
| Yeolnyeomun                   | Shin Sang-ok             | Corea del Sud           |
| Yksityisalue                  | Maunu Kurkvaara          | Finlàndia               |

## Premis
Els premis atorgats pel jurat foren:
- Os d'Or: 
  - Il diavolo de Gian Luigi Polidoro
  - Bushidô zankoku monogatari de Tadashi Imai
- Os de Plata a la millor direcció: Nikos Koundouros per Mikres Aphrodites
- Os de Plata a la millor interpretació femenina: Bibi Andersson per Älskarinnan
- Os de Plata a la millor interpretació masculina: Sidney Poitier per Lilies of the Field
- Os de Plata Premi Extraordinari del Jurat: The Caretaker de Clive Donner
- Premi Festival de la Joventut
  - Millor curt adaptat per la joventut: Merci, Monsieur Schmitz d'Alain Champeaux, Pierre Vetrine
  - Millor pel·lícula adaptada per la joventut: Ha-Martef de Natan Gross i Verspätung in Marienborn de Rolf Hädrich
- Premi Festival de la Joventut - Menció honorífica
  - Millor curt adaptat per la joventut: The Home-Made Car de James Hill
  - Millor pel·lícula adaptada per la joventut: Lilies of the Field de Ralph Nelson
- Premi FIPRESCI
  - Mikres Aphrodites de Nikos Koundouros
  - Premi FIPRESCI - Menció honorífica
  - La rimpatriata de Damiano Damiani
- Premi Interfilm 
  - Lilies of the Field de Ralph Nelson
- Premi OCIC 
  - Lilies of the Field de Ralph Nelson
- Premi UNICRIT 
  - Los inocentes de Juan Antonio Bardem